# Капозеле
Капозѐле (на италиански: Caposele; на неаполитански: Capossela, Капусела) е малко градче и община в Южна Италия, провинция Авелино, регион Кампания. Разположено е на 405 m надморска височина. Населението на общината е 3590 души (към 2010 г.).